# Jean-Baptiste Girot-Pouzol
Pour les articles homonymes, voir Girot-Pouzol.
Jean-Baptiste Girot-Pouzol ou Girot de Pouzol, né le 19 janvier 1753 à Vodable et mort le 29 janvier 1822 au Broc, est un avocat, homme politique et fonctionnaire français, révolutionnaire modéré.

## Origine
Né à Vodable le 19 janvier 1753, Jean-Baptiste Girot-Pouzol est avocat à Riom, en Auvergne, en 1789.

## Carrière

### Mandat à la Constituante
En 1789, Jean-Baptiste Girot-Pouzol est élu représentant du tiers état, le cinquième sur dix, pour la sénéchaussée de Riom, aux États généraux. 
Il siège sur les bancs de la gauche de l'Assemblée nationale constituante. Le 20 juin 1789, prête le serment du Jeu de Paume. En mai 1791, il vote en faveur du rattachement du Comtat Venaissin à la France. Parallèlement à son mandat, il adhère au club des Jacobins. 

### Mandat à la Convention
La monarchie constitutionnelle, mise en place par la constitution du 3 septembre 1791, prend fin à l'issue de la journée du 10 août 1792 : les bataillons de fédérés bretons et marseillais et les insurgés des faubourgs de Paris prennent le palais des Tuileries. Louis XVI est suspendu et incarcéré avec sa famille à la tour du Temple. 
En septembre 1792, Jean-Baptiste Girot-Pouzol, qui est alors président du tribunal d'Issoire, est élu député du département du Puy-de-Dôme, le septième sur douze, à la Convention nationale. 
Il siège sur les bancs de la Plaine. Lors du procès de Louis XVI, il vote « la détention, le bannissement à la paix » et se prononce en faveur de l'appel au peuple et en faveur du sursis à l'exécution. En avril 1793, il vote en faveur de la mise en accusation de Jean-Paul Marat. En mai, il est absent lors du scrutin sur le rétablissement de la Commission des Douze. 
En pluviôse an III (janvier 1795), Girot-Pouzol est envoyé en mission dans les départements du Gard et de l'Hérault. En vendémiaire an IV (octobre 1795), il est envoyé dans les départements de la Drôme et du Vaucluse.  

### Du mandat aux Anciens à la Restauration
Sous le Directoire, en brumaire an IV (octobre 1795), Jean-Baptiste Girot-Pouzol est élu député au Conseil des Anciens. Il est tiré au sort pour en partir en prairial an VI (mai 1798). En même temps que sa sortie, il est élu député du Puy-de-Dôme au Conseil de Cinq-Cents. En fructidor (août), il est élu secrétaire aux côtés de Lucien Bonaparte, de Jean-Joseph-Victor Génissieu, et de Nicolas François Thiessé, sous la présidence de Pierre Daunou. Il s'y fait remarquer en proposant de supprimer les fêtes nationales tombant en désuétude et de ne conserver que le 14 juillet et le 22 septembre.
Rallié au 18 brumaire, il siège à la commission intermédiaire puis est désigné le 4 nivôse par le Sénat conservateur pour représenter le Puy-de-Dôme au Corps législatif. Il préside cette assemblée du 20 février au 7 mars 1800. Au cours de sa présidence, le corps législatif vote la clôture de la liste des émigrés et la réforme judiciaire. Il conserve son siège jusqu'au 29 novembre 1802.
Jean-Baptiste Girot-Pouzol est alors nommé sous-préfet d'Issoire et conserve ce poste jusqu'en 1814.
Il décède au Broc, le 29 janvier 1822. Il est inhumé dans le caveau familial au Broc.

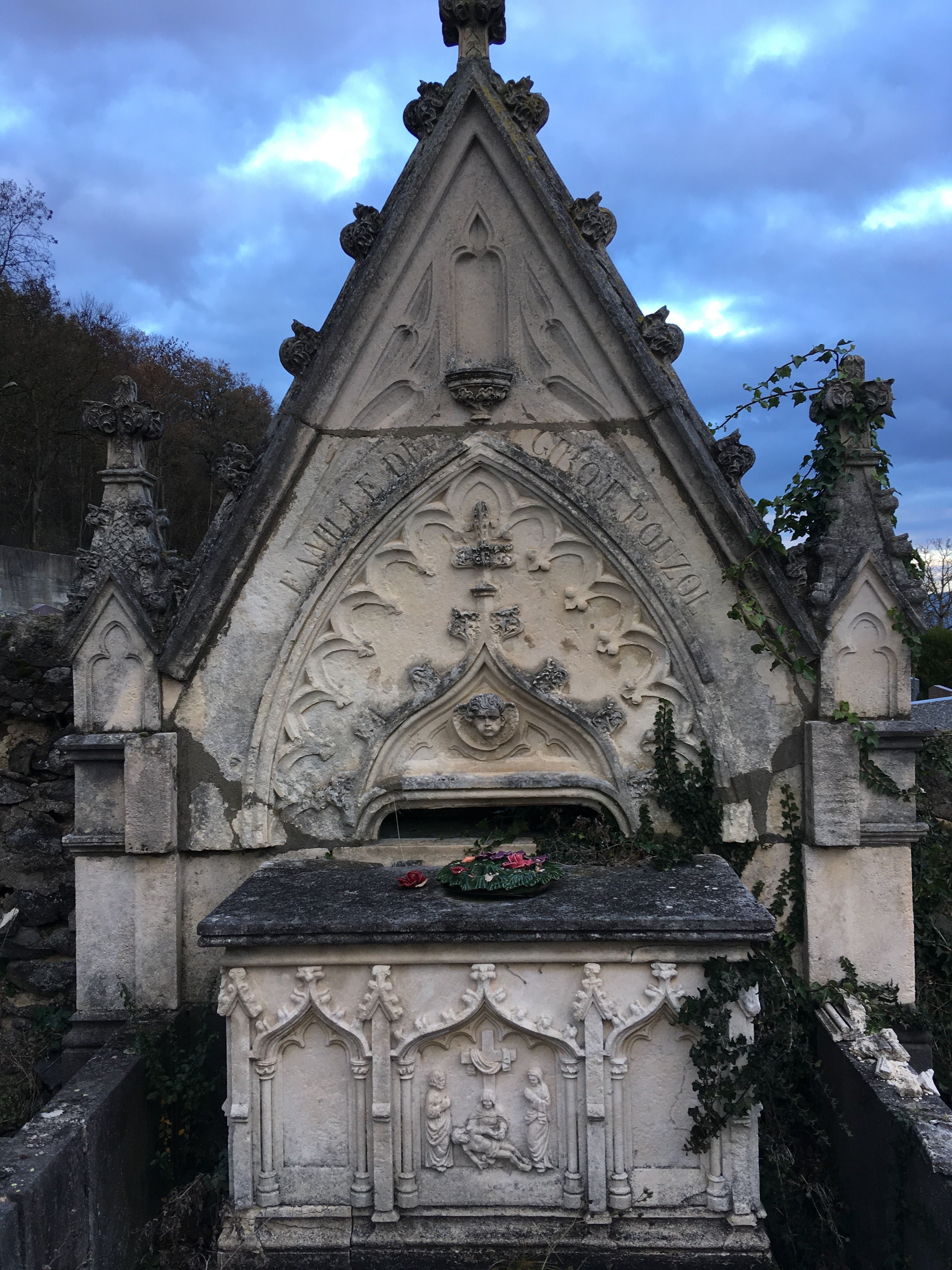
Caveau de la famille Girot-Pouzol (cimetière du Broc)

## Descendance
Jean-Baptiste Girot-Pouzol est le père de Maurice Girot-Pouzol, député du Puy-de-Dôme sous la monarchie de Juillet et la IIe République. Il est par conséquent le grand-père de François Girot-Pouzol, député puis sénateur sous la IIIe République.

## Sources
- « Jean-Baptiste Girot-Pouzol », dans Adolphe Robert et Gaston Cougny, Dictionnaire des parlementaires français, Edgar Bourloton, 1889-1891 [détail de l’édition]